# Pakubuwana I de Mataram
Pakubuwana I o Pakubuwono I fue susuhanu o sultán de Mataram, antiguo Estado del centro y el este de la isla de Java (isla), entre 1708 y 1719.
Hijo de Amangkurat I, nació con el nombre de Pageran Puger. Participó a favor de su padre en la guerra contra su hermano Amangkurat II. Posteriormente, apoyado por parte de la corte, por la Compañía Neerlandesa de las Indias Orientales y por los señores del oeste de Madura, ascedió al trono en 1708 tras el destierro de su sobrino Amangkurat III a Ceilán tras ser apresado por los holandeses en el contexto de la Primera guerra de sucesión javanesa.
Una vez en el trono recibió tratos ventajosos de los holandeses, entre ellos la abolición de la ingente deuda económica contraída por Mataram con ellos en 1705, a cambio del reconocimiento de nuevas fronteras que desmembraron el imperio y otorgaron definitivamente a la Compañía Neerlandesa diversos territorios. No obstante, los enormes pagos a los que Pakubuwana I se enfrentaba y se esforzó en pagar con medidas como la deforestación de la costa norte para reunir madera, provocaron el descontento de los oficiales regionales. Por otro lado la Compañía Neerlandesa acumulaba datos económicos negativos en Asia. En el caso de Java, los gobernantes no solían pagar más del 15% de su deuda, aunque Pakuwana I se acercó al 60%, aún lejos de generar beneficios. La presión de los holandeses ante los javaneses por los recursos se intensificó, provocando que el descontento diera paso a la rebelión en diversos puntos de Java. 
En 1717 Surabaya se rebeló contra los holandeses con ayuda de Bali, iniciando una guerra que duró seis años. En 1718 se rebelaron otros territorios y el hijo de Pakubuwana I, Pangeran Dipanagara, fue enviado con un ejército contra ellos, pero se les unió.
En el clima de guerra que asolaba la mitad este del sultanato, Pakubuwana I murió en febrero de 1719. Fue sucedido por su hijo Amangkurat IV, contra cuyo nombramiento estuvo prácticamente toda Java.